# Onosma platyphyllum
Onosma platyphyllum är en strävbladig växtart som beskrevs av H. Riedl. Onosma platyphyllum ingår i släktet Onosma och familjen strävbladiga växter. Inga underarter finns listade i Catalogue of Life.